# Naim Dhifallah
Naim Dhifallah (arabisch نعيم ضيف الله, DMG Naʿīm Ḍayf Allāh; * 12. April 1982 in Nabeul, Tunesien) ist ein tunesischer Basketballspieler. Zwischen 2003 und 2010 war er Mitglied der Nationalmannschaft Tunesiens und steht aktuell bei ES Radès unter Vertrag.

## Karriere
Im Laufe seiner Karriere wurde Dhifallah variabel auf mehreren Positionen eingesetzt. Er spielte sowohl als Small Forward, Power Forward als auch als Center, was ihn zu einem vielseitig einsetzbaren Spieler auf dem Spielfeld machte.
Als Vereinsspieler gewann mehr mehrfach die Meisterschaft und andere nationale Titel.
Eines der bedeutendsten Spiele in Dhifallahs Karriere war das Finalspiel der tunesischen Meisterschaft im Juni 2004 gegen JS Kairouan, das Team, das zuvor drei Meisterschaften in Folge gewonnen hatte. In der Schlusssekunde erzielte Dhifallah einen Dreipunktewurf von der Mittellinie. Zu diesem Zeitpunkt lag Club Africain mit 85:87 zurück. Sein Wurf 0,9 Sekunden vor dem Ende drehte den Spielstand auf 88:87 und sicherte dem Verein nicht nur den Sieg, sondern auch den ersten Meistertitel in der Vereinsgeschichte.
Mit der Nationalmannschaft gewann er 2008 und 2009 die Goldmedaille beim Arabischen Nationenpokal und nahm an der Basketball-Weltmeisterschaft 2010 in der Türkei teil.

## Erfolge

### Verein
- Tunesischer Meister (3): 2004, 2014, 2015
- Tunesischer Pokalsieger (4): 2003, 2014, 2015, 2024
- Tunesischer Supercupsieger (4): 2003, 2004, 2014, 2023
- Tunesischer Verbandspokal (1): 2017

### Nationalmannschaft
- Arabischer Nationen-Pokal
  - 2008, 2009
- Teilnahme an Basketball-Weltmeisterschaft 2010